# Metriorrhynchus lobatus
Metriorrhynchus lobatus là một loài bọ cánh cứng trong họ Lycidae. Loài này được Bocák & Matsuda miêu tả khoa học năm 1997.